# 布施豊正
布施豊正（ふせ とよまさ、1931年- ）は、日本出身の、北米で活動した自殺学者、ヨーク大学名誉教授。

## 略歴
札幌生まれ。札幌第一高等学校（現札幌南高校）卒。1950年戦後初の占領軍によるアメリカ留学生選抜試験に合格し渡米。1954年ミズーリバレーカレッジ卒業後、1956年カリフォルニア大学バークレー校に進学、修士号取得。61年同大学にて博士号取得。アンティオク大学、コーネル大学客員教授。1968年ベトナム反戦運動の一環として他のアメリカ人反戦教授と共にカナダに移住。フランス語系のモントリオール大学に准教授として赴任。同年12月、ノーベル委員会による特別招待で川端康成のノーベル賞授賞式に参加。1972年ヨーク大学に正教授（自殺学）として迎えられる。97年同学定年退職。ヨーク大学名誉教授。1986年カナダ自殺学会を創立、最初の副会長となる。

## 著書
- 『自殺と文化』1985 新潮選書
- 『自殺学入門 クロス・カルチュラル的考察』誠信書房 1990
- 『死の横顔 なぜ彼らは自殺したのか』誠信書房 1991
- 『心の危機と民族文化療法』1992 中公新書
- 『死にたくなる人の深層心理 自殺にいたる3つの要因を乗り越え「生」を選ぶまで』はまの出版 2004
- 『マージナルマンの視点 自殺学の「窓」から覗く世界』東京図書出版会 2009
- 『外から見た日本と日本人 誤解する権利』創栄出版 2013